# 浅野竣哉
浅野 竣哉（あさの しゅんや、2000年〈平成12年〉8月1日 - ）は、日本の俳優、モデル。千葉県出身。アービング所属。

## 略歴
2019年、MEN'S NON-NO2019年専属モデルファイナリストに選ばれる。
2021年、2月19日・26日に2クールで放送された2020年10月期テレビ朝日系金曜ナイトドラマ『24 JAPAN』第19話・第20話に出演してテレビドラマ初出演し、俳優デビュー。

## 人物
- 特技はバスケットボール、イラスト[1]。
- 趣味は映画鑑賞、音楽、服[1]。

## 出演

### 映画
- 彼女が好きなものは（2021年12月3日） - 橘大和 役[5]
- 恋い焦れ歌え（2022年4月28日）
- HiGH&LOW THE WORST X（2022年9月9日） - 駒形 役[6]
- 遺書、公開。（2025年1月31日） - 黒瀬蓮司 役[7][8]

### テレビドラマ
- 24 JAPAN 第19話 - 第20話（2021年2月19日・26日、テレビ朝日） - マサ 役[4]
- サヨウナラのその前に（2022年3月1日 - 31日、日本テレビ） - 拓馬 役[9][10]
- 明日、私は誰かのカノジョ 第9話（2022年6月8日、TBS）
- オクトー 〜感情捜査官 心野朱梨〜 第1話（2022年7月7日、読売テレビ・日本テレビ） - 神城ユウマ 役
- 警視庁アウトサイダー 第1話（2023年1月5日、テレビ朝日） - ルイ 役
- だが、情熱はある 第1話（2023年4月9日、日本テレビ） - 小沢 役
- 最高の教師 1年後、私は生徒に■された（2023年7月15日 - 9月23日、日本テレビ） - 向坂俊二 役[11][12]
- アクターズ・ショート・フィルム4「撮影/鏑木真一」（2024年3月15日、WOWOWプライム）[13]
- 伝説の頭 翔 第2話 - 最終話（2024年7月26日 - 9月6日、テレビ朝日） - 西陣伊織 役[14][15]
- あのクズを殴ってやりたいんだ（2024年10月8日 - 12月10日、TBS） - 小島俊 役[16]
- 完全不倫 -隠す美学、暴く覚悟-（2025年7月2日 - 、日本テレビ） - 佐々木隆太 役[17]

### ウェブドラマ
- First Love 初恋 第3話（2022年11月24日、Netflix） - イッペイ 役[18]
- 今際の国のアリス season2（2022年12月22日、Netflix）
- 最高の教師 3年後の僕たちは 第1話（2023年7月26日、TVer） - 向坂俊二 役[19][20]
- 最高の教師 拝啓、大人になる貴方へ（2023年9月23日・30日、Hulu） - 向坂俊二 役[21]
- あの夜を許してやりたいんだ（2024年11月12日 - 12月10日、TVer） - 小島俊 役[22]
- わかっていても the shapes of love（2024年12月9日 - 30日、ABEMA・Netflix） - 長壁颯 役[23]
- 死ぬほど愛して 第5話（2025年4月24日、ABEMA） - 隆二 役

### MV
- Tani Yuuki「最後の魔法」（2023年10月5日）[24]
- NINA「Love Like This」（2024年1月16日）
- グソクムズ「それは恋に違いない」（2025年8月7日）